# 中华人民共和国宪法 (1982年)
《中华人民共和国宪法 (1982年)》，简称《八二宪法》，是中华人民共和国的第四部宪法以及现行宪法，由1980年8月18日时任领导人邓小平提出全面修宪建议，历经2年多的修订，在1982年12月4日举行的第五届全国人民代表大会第五次会议中被表决通过。此后该宪法历经5次修改，2018年的第五次修订版是该宪法的最新修正案。《八二宪法》的诞生具有拨乱反正、改革开放、文革后法制重建等时代背景。该宪法以《五四宪法》为基础，突出了宪政主义的精神、观点和思想，在中华人民共和国历史上具有重要意义。

## 历史背景

### 宪法制定
1980年代初，随着拨乱反正、改革开放逐渐深入，文化大革命已经被完全否定；而当时的第三部宪法是在文革中制定，其中含有许多不适宜内容，于是修宪成为迫切需求。1980年8月18日，邓小平在中共中央政治局扩大会议上作了《党和国家领导制度改革》的讲话（俗称“8.18讲话”），向全国人大提出全面修宪建议，强调：1）宪法应当保证人民享有充分的公民权利，真正享有管理国家各级组织和各项企业事业的权力；2）各少数民族聚居的地方实行民族区域自治，改善人民代表大会制度；3）要体现不允许权力过分集中的原则；4）要明确哪些问题应当由集体讨论和决定，决定时，要严格实行少数服从多数，一人一票，每个书记只有一票的权利，不能由第一书记说了算。
1980年8月30日，中国共产党中央委员会正式向全国人民代表大会提出关于修改宪法和成立宪法修改委员会的建议。9月10日，第五届全国人民代表大会第三次会议通过关于修改宪法和成立宪法修改委员会的决议，宪法修改委员会主任委员为叶剑英，副主任委员为宋庆龄、彭真，委员103人，包括中共中央政治局和中共中央书记处全体成员、全国人大常委会副委员长、国务院副总理、最高人民法院院长、最高人民检察院检察长、全国政协副主席和各民主党派负责人、无党派代表人士。9月15日，宪法修改委员会第一次会议通过由胡乔木担任秘书长。1980年9月至1981年6月，宪法修改委员会的工作由胡乔木主持；1981年7月以后，改由彭真主持。1982年4月，宪法修改委员会完成宪法修改草案的起草；4月22日，五届全国人大常委会第二十三次会议审议通过草案；4月28日，宪法修改草案向全国公布。5—8月，中国国内对宪法修改草案进行了四个月的全民讨论。经过汇总讨论意见和进一步修改，11月23日，宪法修改委员会第五次会议修订完成了宪法修改草案，将草案提请全国人大审议。
1982年12月4日，第五届全国人民代表大会第五次会议审议通过新的宪法，成为中华人民共和国的第四部宪法。该宪法建立在《五四宪法》的基础上，构成了现今宪法的主体部分，其主要的修订内容包括：
- 1982年宪法一定程度上理顺了党与法的关系，将中国共产党党务机构分离出国家机构运作体系，推动党政分离。1982年宪法取消了前两部宪法在宪法正文中规定的执政党的领导地位的提法，只是在宪法序言中表述了执政党的领导地位；同时取消了1978年宪法关于“中华人民共和国武装力量由中国共产党中央委员会主席统率”和全国人大“根据中国共产党中央委员会的提议，决定国务院总理的人选”的规定。
- 1982年宪法否定了“无产阶级专政下继续革命”的理论，以根本法的形式确立了社会主义法制原则。[18]规定了包括中国共产党在内的“任何组织或者个人都不得有超越宪法和法律的特权” [19][20]
- 1982年宪法建立了反对个人专制的硬性制度。“文化大革命”结束后，以邓小平为核心的第二代领导集体深刻认识到了个人专制的危害性，认为造成个人专断的原因是“权力过分集中”、“领导职务终身制”和“家长制作风”，“文化大革命”的教训说明“领导制度、组织制度问题更带有根本性、全局性、稳定性和长期性”，“如果不坚决改革现行制度中的弊端，过去出现过的一些严重问题今后就有可能重新出现”。1982年宪法遵循上述精神，为防止权力过分集中，恢复了1954年宪法关于国家主席的设置；规定了全国人大常委会的组成人员不得担任国家行政机关、审判机关和检察机关的职务；为防止个人专制而建立的最重要的制度是国家最高领导职务的限任制，规定了全国人大常委会委员长、副委员长，国家主席，国务院总理，最高人民法院院长、最高人民检察院检察长每届任期五年，连续任职皆不得超过两届。政府首长的任期限制显然有益于行政首长负责制的建立和完善。[18]

- 对于关键的军队归属问题，废除七五宪法和七八宪法由中国共产党中央委员会主席统帅军队的规定。相对于五四宪法，该宪法采用了折中方案，即设立一个中华人民共和国中央军事委员会领导武装力量，组成人员与中国共产党中央军事委员会等同，使得宪法成为国家法律。

- 文革期间通过的《七五宪法》第二十八条公民享有罢工自由的内容遭到删除，其修改理由此后一直难以服众，而长期以来被认为是掩盖劳资矛盾的掩眼法，也是其他几个社会主义国家后来攻击中国终于走上修正主义道路的源头之一。

### 宪法修改委员会
中华人民共和国宪法修改委员会名单（1980年9月10日第五届全国人民代表大会第三次会议通过） 
- 主任委员：叶剑英
- 副主任委员：宋庆龄（女）、彭真
- 委员（103人，按姓氏笔划为序）：丁光训、万里、习仲勋、王震、王任重、王昆仑、王首道、韦国清（壮族）、乌兰夫（蒙古族）、方毅、邓小平、邓颖超（女）、叶圣陶、史良（女）、包尔汉（维吾尔族）、朱学范、朱蕴山、伍觉天、华国锋、华罗庚、庄希泉、刘斐、刘念智、刘澜涛、江华（瑶族）、许世友、许德珩、孙起孟、孙晓村、苏子衡、李井泉、李先念、李维汉、李德生、杨秀峰、杨尚昆、杨得志、杨静仁（回族）、肖克、肖劲光、吴贻芳（女）、余秋里、谷牧、何长工、沙千里、沈雁冰、宋任穷、张冲（彝族）、张廷发、张爱萍、陆定一、阿沛·阿旺晋美（藏族）、陈云、陈此生、陈慕华（女）、茅以升、帕巴拉·格列朗杰（藏族）、季方、周扬、周谷城、周叔弢、周建人、周培源、赵朴初、赵紫阳、荣毅仁、胡子昂、胡子婴（女）、胡乔木、胡厥文、胡愈之、胡耀邦、费孝通、费彝民、姚依林、耿飚、班禅额尔德尼·却吉坚赞（藏族）、聂荣臻、钱昌照、倪志福、徐向前、郭棣活、姬鹏飞、黄华、黄火青、黄克诚、黄鼎臣、康世恩、康克清（女）、梁漱溟、韩英、彭冲、彭迪先、董其武、粟裕、程子华、程思远、蔡啸、廖承志、赛福鼎（维吾尔族）、谭震林、缪云台、薄一波
- 秘书处名单（1980年9月15日宪法修改委员会第一次全体会议通过） 
  - 秘书长：胡乔木（兼）
  - 副秘书长：吴冷西、胡绳、甘祠森、张友渔、叶笃义、邢亦民、王汉斌

### 修宪
自1982年起至2022年，《八二宪法》共历经五次修订。
- 1988年，顺应当时的改革形势[註 1]，第七届全国人大修改宪法第十条和第十一条，允许私营经济出现，并准许土地使用权转让。
- 1993年，邓小平南巡后，为准许市场经济体制发展，第八届全国人大修改了宪法总纲中大部分条款和序言部分，以及地方人大代表选举部分。正式确立了社会主义市场经济体制，并将中国共产党领导的多党合作和政治协商制度写入序言。
- 1999年，第九届全国人大第二次会议表决通过《中华人民共和国宪法修正案》。为顺应形势发展[註 2]，宪法部分条文再度被修改，“邓小平理论”被写入宪法；修改后的宪法进一步提高了私有经济地位，并废止反革命罪[21]。
- 2004年，第十届全国人大第二次会议表决通过《中华人民共和国宪法修正案》。为适应江泽民“三个代表”重要思想的出现和日益增加的执政危机[註 3]，宪法再度修改。除将“三个代表”写入宪法外，原条文中的戒严状态更是改为紧急状态并授权国家主席宣布紧急状态，另外，“国家尊重和保障人权”的说法也写入宪法。值得注意的是，“三个代表”思想的主体是中国共产党，因此，将该思想写入宪法使得宪法再度出现党政不分的情况[22]。此外，在宪法第一百三十六条中增加一款，规定：中华人民共和国国歌是《义勇军进行曲》[23]。赋予国歌与国旗、国徽同样的宪法地位。
- 2018年，第十三届全国人大第一次会议表决通过《中华人民共和国宪法修正案》。新修正案将胡锦涛的“科学发展观”和习近平的“习近平新时代中国特色社会主义思想”写进宪法序言，规定了监察委员会的产生方式和职权，将“中国共产党领导是中国特色社会主义最本质的特征”修进宪法的正文中，同时删除中华人民共和国主席和副主席“连任不得超过两届”的任期限制规定。[24] “构建人类命运共同体”的说法被收录进宪法序言第十二段：“发展同各国的外交关系和经济、文化的交流”修改为“发展同各国的外交关系和经济、文化交流，推动构建人类命运共同体”[25]。

## 主要内容

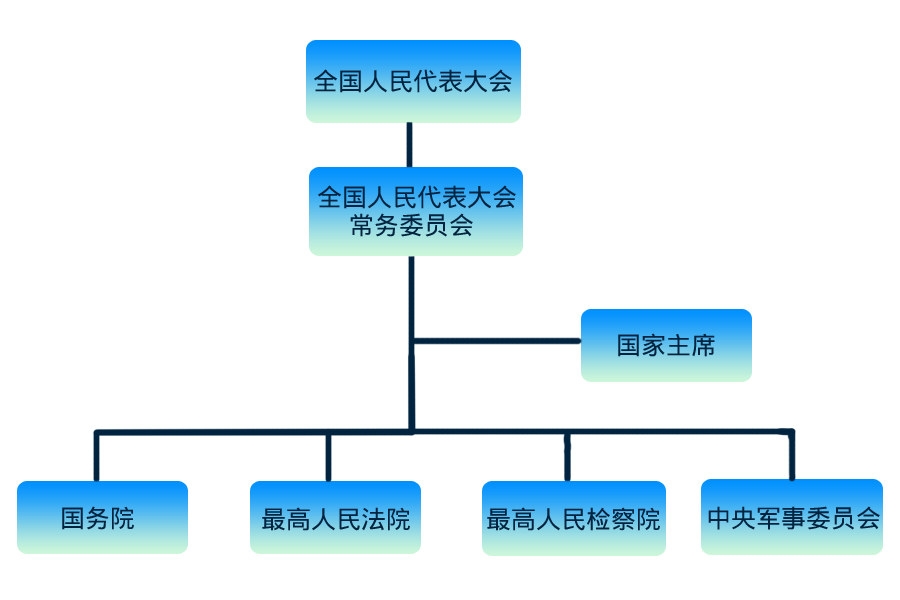
中华人民共和国国家机构

现行宪法分为序言、总纲、公民的基本权利和义务、国家机构以及国旗、国歌、国徽、首都五部分组成。序言部分简介建国历史，中国共产党的基本政策和基本国策，以及国家的基本性质与基本形式，和宪法的效力。总纲则明确国体，基本国策等。公民基本权利和义务则阐述各项人权和公民应尽义务。国家机构部分则规定以全国人民代表大会为最高权力机关同时作为立法机关。实行议会制，行政部门即国务院对全国人大负责。国家主席为形式上的国家元首，可提名国务院总理人选交由人大通过。军事机构（中央军事委员会）独立于行政部门，对全国人大负责。司法部门由全国人大产生，对全国人大负责，对行政部门独立。最后一部分则规定了国家的基本标志，即国旗，国歌，国徽等。